# Epiactis novozealandica
Epiactis novozealandica is een zeeanemonensoort uit de familie Actiniidae.
Epiactis novozealandica is voor het eerst wetenschappelijk beschreven door Stephenson in 1918.